# Amaryllidaceae
Амарилиси (лат. Amaryllidaceae) су космополитски распрострањена породица зељастих биљака из реда Asparagales. Име је добила по роду Amaryllis, а припада јој око 75 родова и 1500 врста. Садржи велики број украсних биљки и поврћа.